# Ponte Tresa
Ponte Tresa é uma comuna da Suíça, no Cantão Tessino, com cerca de 799 habitantes. Estende-se por uma área de 0,28 km², de densidade populacional de 2.854 hab/km². Confina com as seguintes comunas: Caslano, Croglio, Lavena Ponte Tresa (IT-VA).
A língua oficial nesta comuna é o Italiano.